# Unverzagt (Adelsgeschlecht)

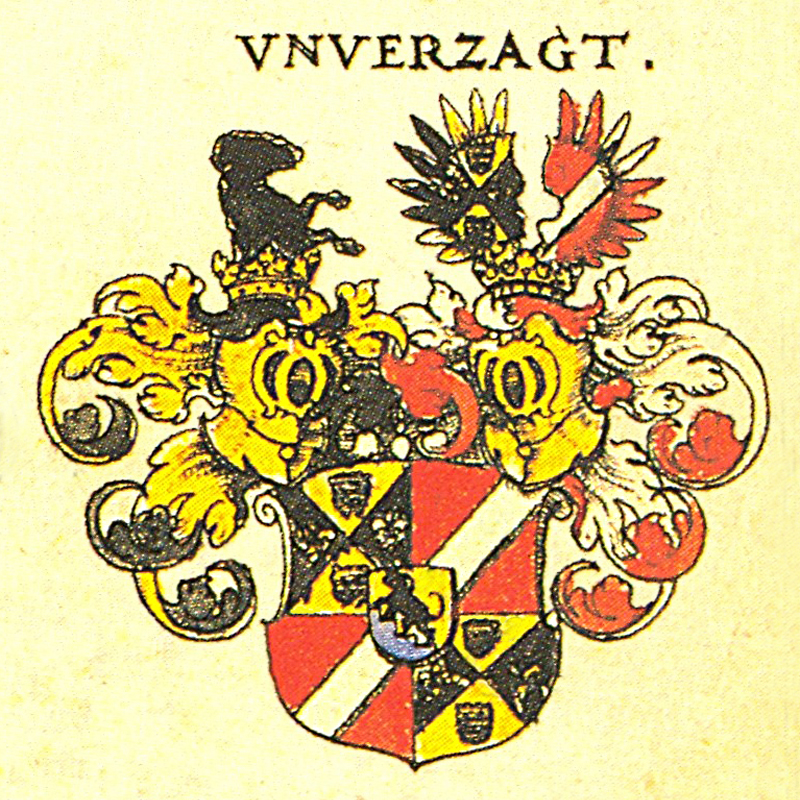
Wappen der Freiherren von Unverzagt

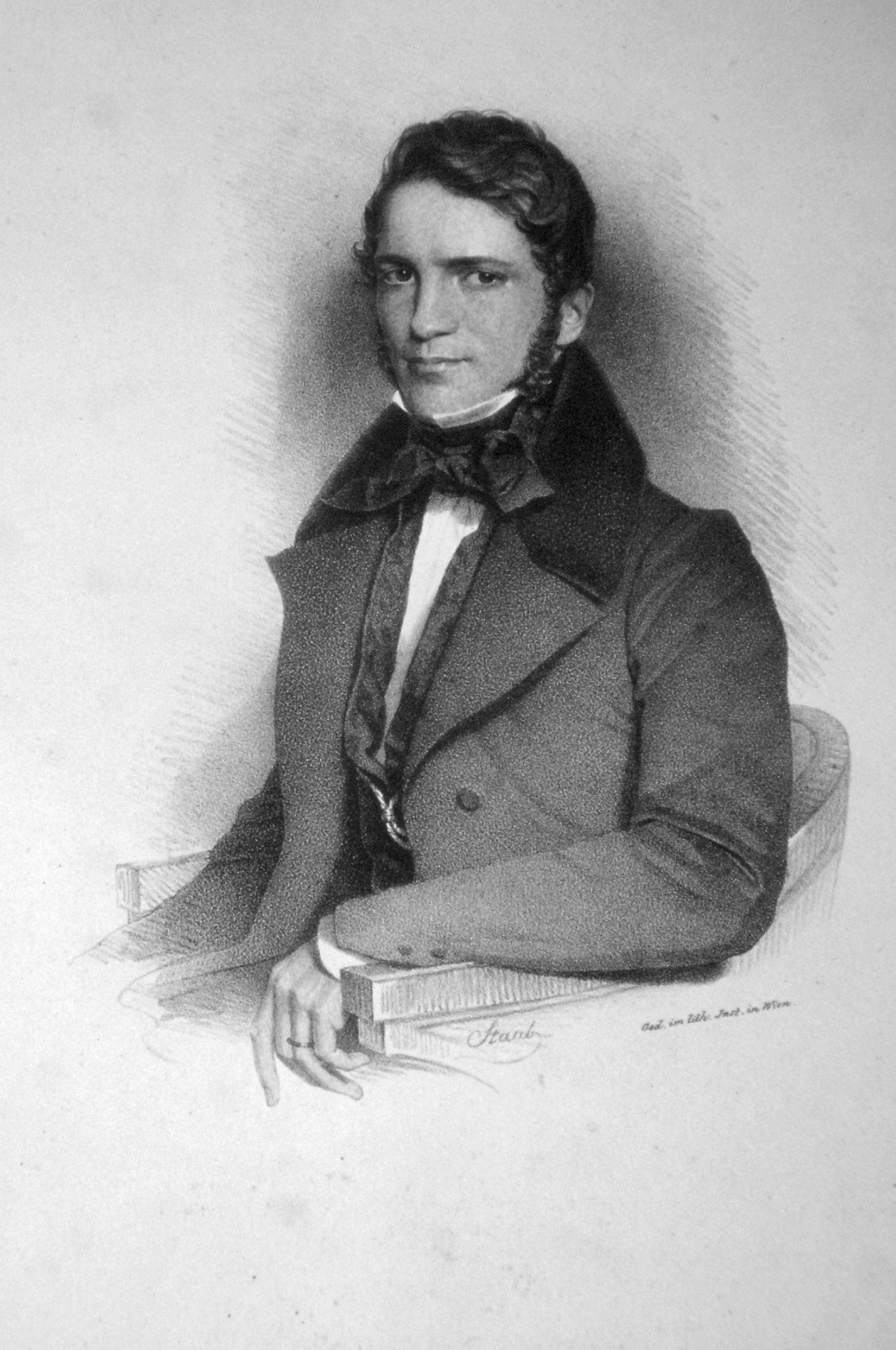
Hubert Ludwig Graf de la Fontaine und d' Harnoncourt-Unverzagt (* 1789; † 1846), Lithographie von Andreas Staub, ca. 1830

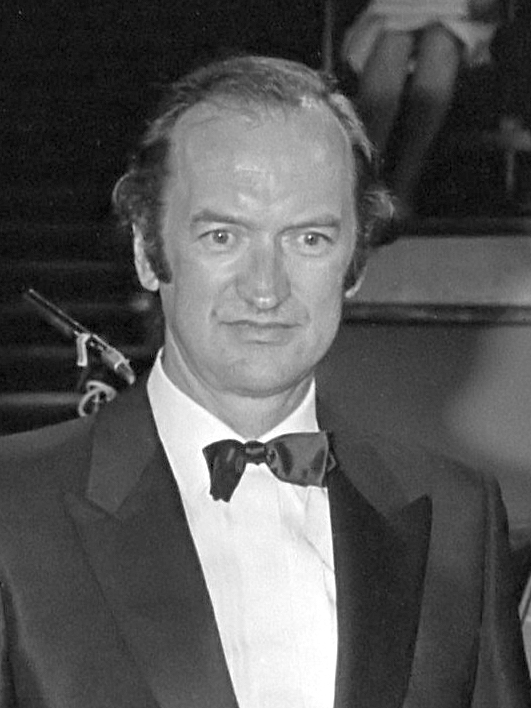
Nikolaus Harnoncourt (1980)

Unverzagt (auch Herren von Unverzagt, Freiherrn von Unverzagt und Grafen von Unverzagt) ist der Name eines niederösterreichischen Adelsgeschlechts, das 1602 in den niederösterreichischen Herrenstand aufgenommen wurde und 1714 in den Reichs- und erbländischen Grafenstand erhoben wurden. Das Geschlecht ist im Mannesstamm erloschen. Der Name ist 1839 durch Nachkommen einer weiblichen Linie übernommen bzw. zu Harnoncourt-Unverzagt verändert worden.

## Geschichte
Wolfgang Unverzagt (später Wolfgang von Unverzagt) war kaiserlicher Rat und Kämmerer von Rudolf II. Die Unverzagt waren Herren von Ebenfurth, Regelsbrunn und Retz. Nach dem Tod der letzten Gräfin Leopoldine von Unverzagt († 6. März 1835) übernahm ihr Sohn Herbert de la Fontaine, Graf von Harnoncourt, 1839 ihr Wappen und nannte sich Harnoncourt-Unverzagt.
Viele Grabstätten des Adelsgeschlechts befinden sich in der Schottenkirche (Wien).

## Persönlichkeiten
- Wolfgang Unverzagt (später „von Unverzagt“) (* ?; † 1606): kaiserlicher Rat und Kämmerer; Hofkammerpräsident (ab 1602); Herr von Petronell (ab 1574), Ebenfurth (ab 1589) und Retz; Stifter derer von Unverzagt
- Wolf Sigismund von Unverzagt (* ?;  † ?): 1627 Erbe der Herrschaft Petronell, die er 1629 wieder verkauft[1]
- Hans Wolf von Unverzagt (* 1603; † 1636): Freiherr zu Ebenfurt, Regelsbrunn und Retz
- Ferdinand Christoph (* 1633; † ?): kais. Oberhofsilberkämmerer, Freiherr zu Ebenfurth, Regelsbrunn und Retz
- Ferdinand Ignaz von Unverzagt, (* 1671; † 1721): Graf; Freiherr auf Ebenfurth; Verordneter der n.ö. Herrenstandes
- Ferdinand Joseph von Unverzagt (* 1705; † 1735): Graf; N. Oe. Land-Beysitzer und Ober-Commissarius
- Hubert Ludwig de la Fontaine und d' Harnoncourt-Unverzagt (* 1789; † 1846): Graf; k. k. Kämmerer, Ehrenritter des souveränen Maltheser-Ordens
- Nikolaus Harnoncourt (Johann Nikolaus de la Fontaine und d'Harnoncourt-Unverzagt) (* 1929; † 2016): Dirigent
- Philipp Harnoncourt (Philipp de la Fontaine und d’Harnoncourt-Unverzagt) (* 1931; † 2020): Theologe und römisch-katholischer Priester

## Wappen

### Stammwappen derer von Unverzagt
Blasonierung: Das Stammwappen derer von Unverzagt zeigt in einem goldenen Schild eine getigerte Bracke mit goldenem Halsband eine schwarze Treppe von vier Stufen hinaufkletternd.

### Freiherrn- und Grafenwappen derer von Unverzagt
Blasonierung: Das Wappen der Freiherrn bzw. Grafen von Unverzagt zeigt ein geteiltes Wappenschild mit dem gekrönten Stammwappen als Herzschild; 1 und 4 sind schräggeviertelt von Schwarz und Gold, im goldenen Feld ein abgerissener goldener Löwenkopf in´s Visier gestellt, im schwarzen eine schwarze Lilie; 2 und 3 in Rot mit einem silbernen Schräglinksbalken. Die Helmzier rechts zeigt eine wachsende Bracke mit Silberschuppen am Körper, Kopf und Pfoten schwarz, mit einem goldenen Halsband, die Helmzier links einen offener Flug, rechts schwarz-golden schräggeviertelt und links rot mit silbernen Schräglinksbalken (wie im Wappen); die Helmdecken sind rechts schwarz-golden und links rot-silbern.

### Gemehrtes Wappen der Grafen von de la Fontaine und Harnoncourt-Unverzagt
Wappenerklärung: Das gemehrte Wappen der Grafen von de la Fontaine und Harnoncourt zeigt deren Stammwappen als Herzschild und mit der Wappenübernahme das Wappen derer von Unverzagt (optisch rechts, oben). Bei dem gevierten Schild haben die oberen zwei Felder eine höhere Wertigkeit, das Herzschild (mit dem Wappen der Grafen von de la Fontaine und Harnoncourt) verweist aber auf deren Vorrangigkeit.

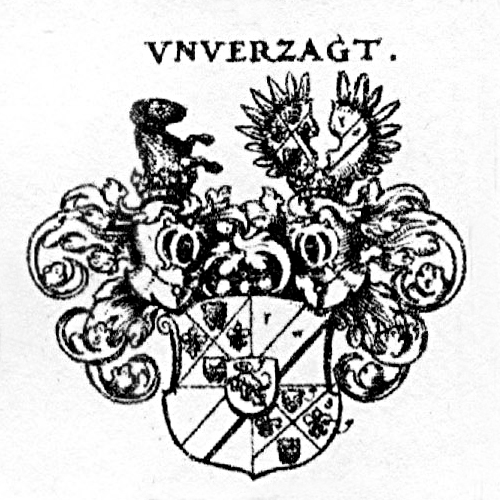
Wappen der Freiherrn von Unverzagt, nach Siebmacher
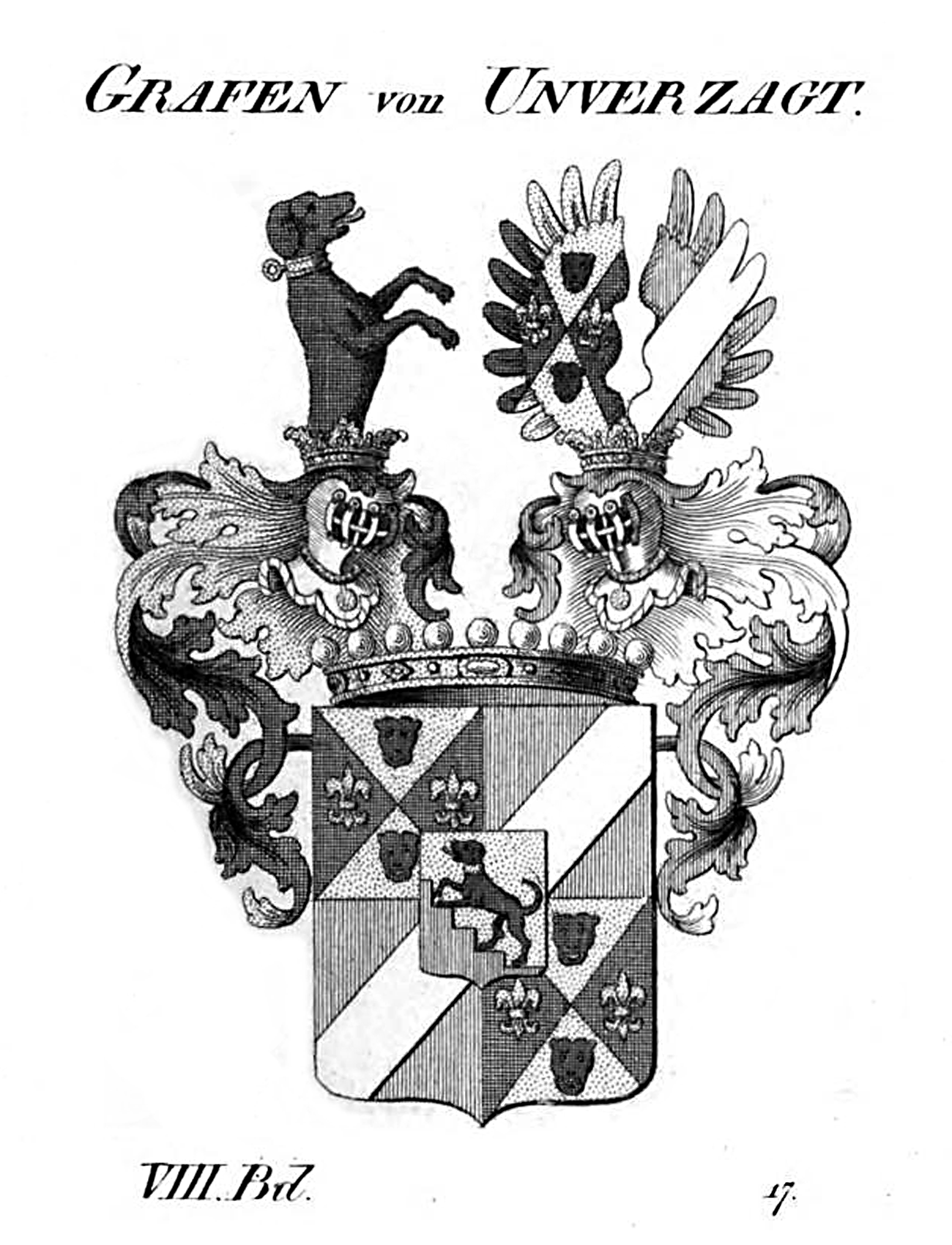
Wappen der Grafen von Unverzagt, nach Tyroff
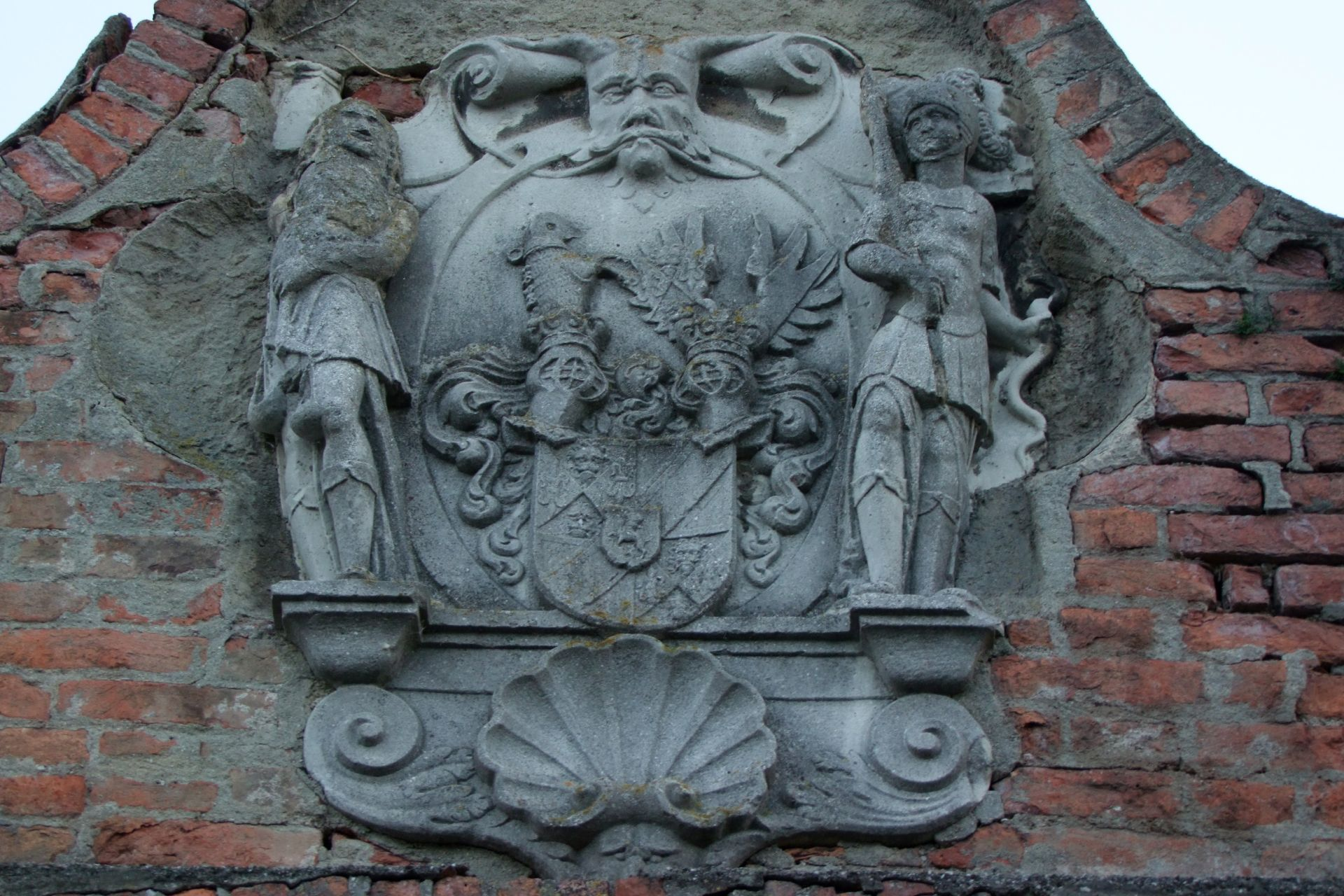
Freiherrenwappen derer von Unverzagt, Ebenfurth Stadtmauer
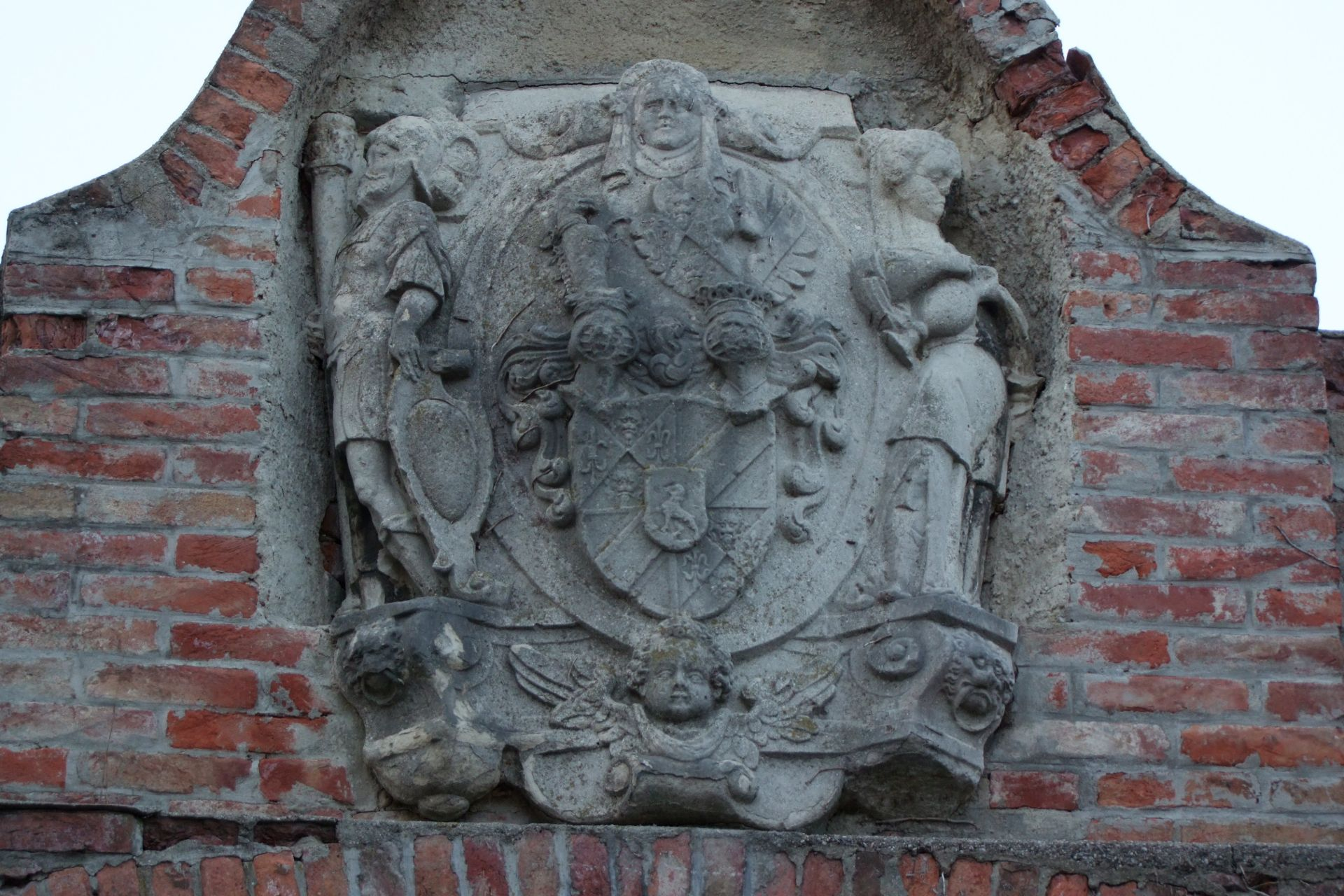
Freiherrenwappen derer von Unverzagt, Ebenfurth Stadtmauer, Annator
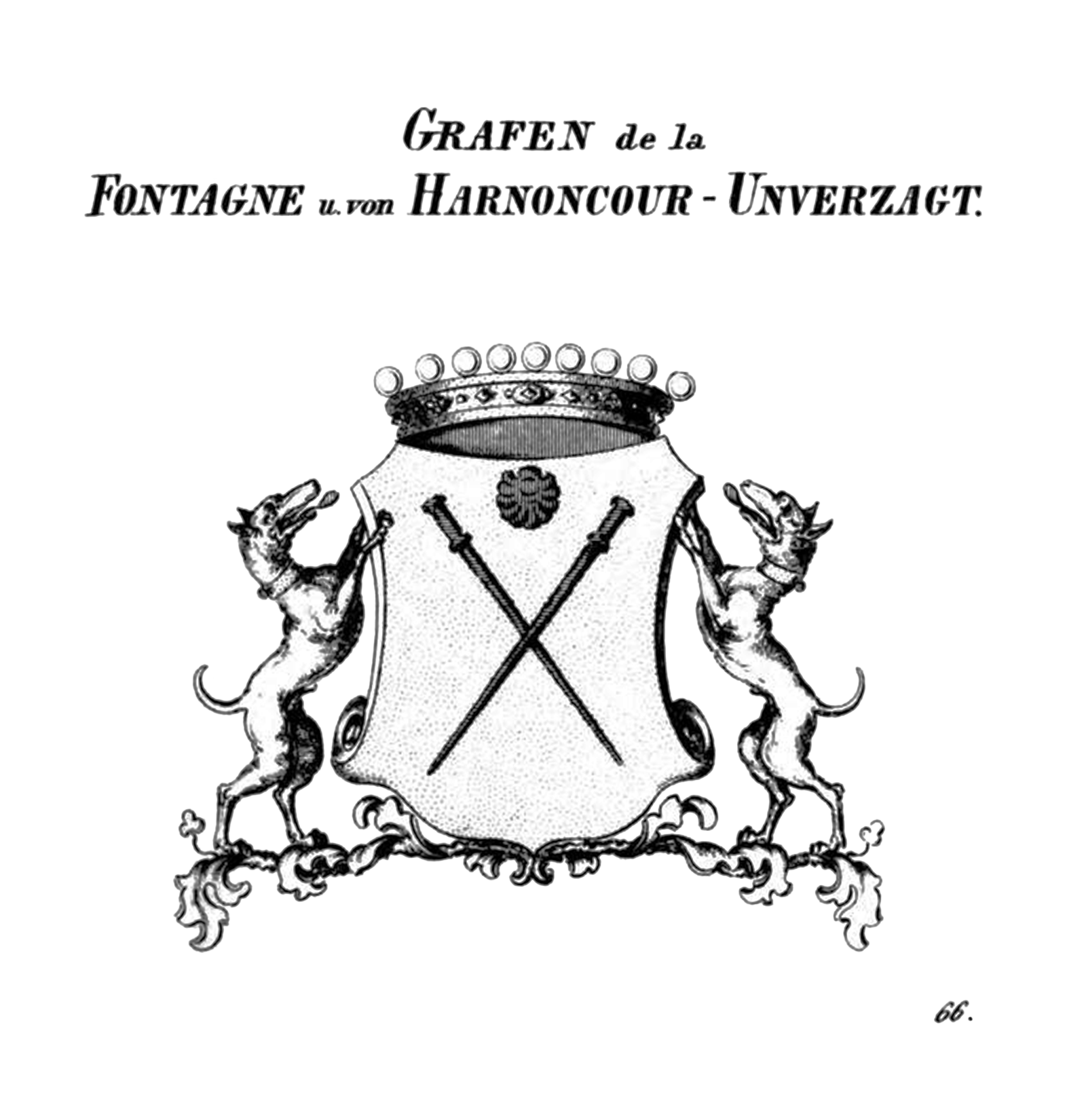
Wappen der Grafen von de la Fontagne und von Harnoncourt-Unverzagt
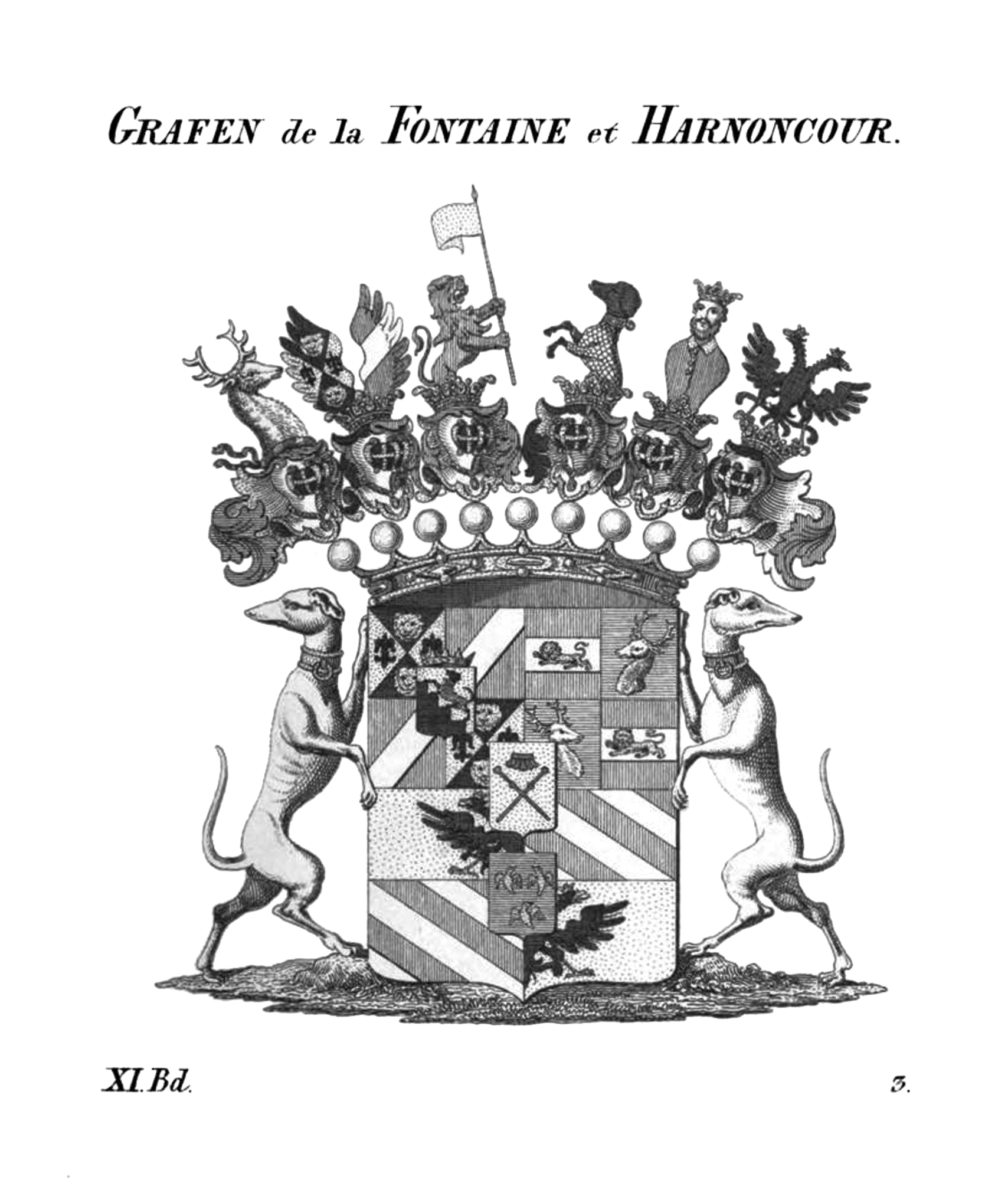
Gemehrtes Wappen der Grafen von de la Fontaine und Harnoncourt(-Unverzagt)
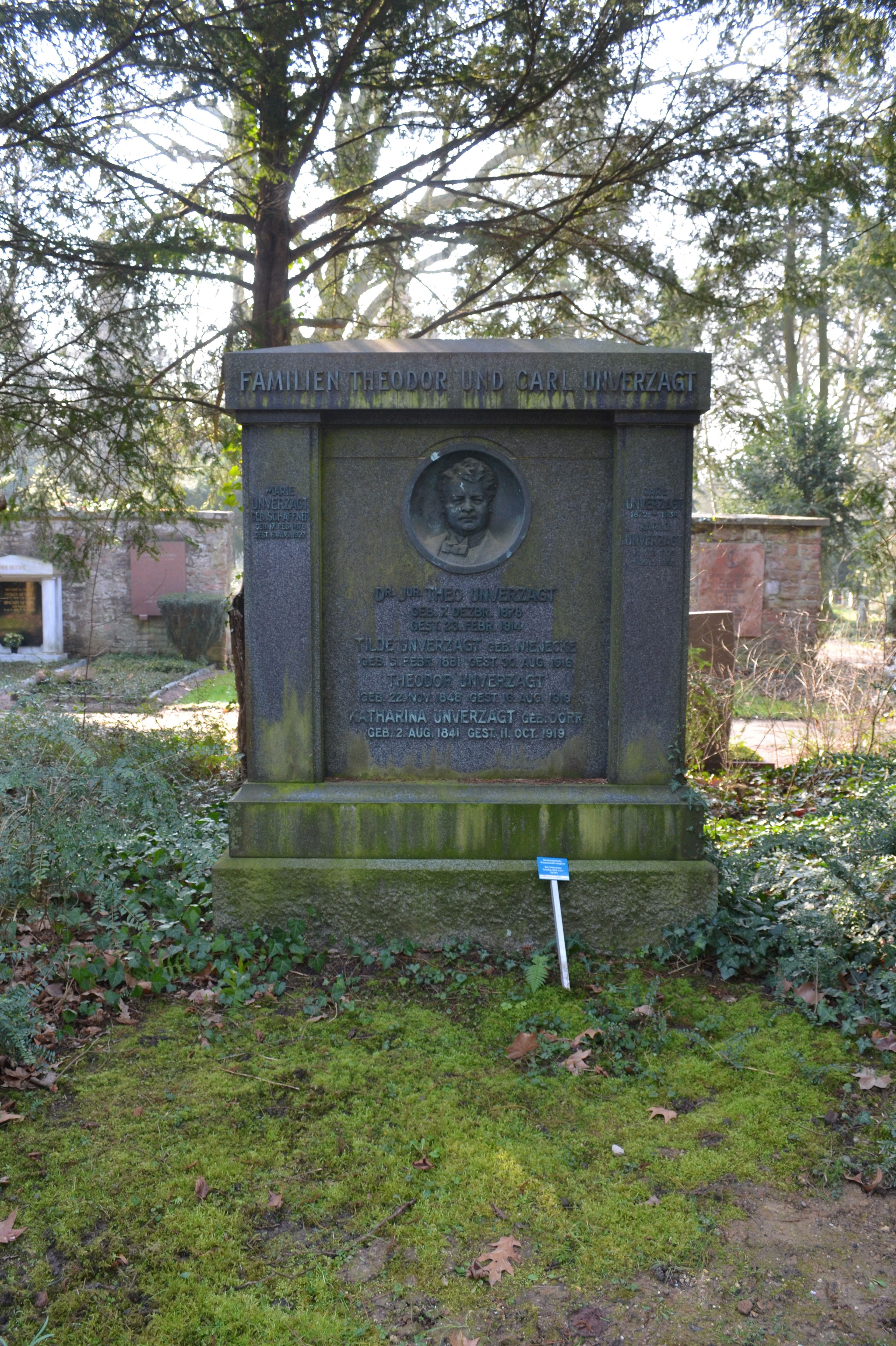
Grabstein der Familie Carl und Theodor Unverzagt, Frankfurt, Hauptfriedhof